# Josef Waniek
Josef Waniek ist ein ehemaliger deutscher Basketballspieler. Er war in den 1980er Jahren deutscher Nationalspieler. In der Basketball-Bundesliga erzielte der Aufbauspieler während seiner Karriere insgesamt 2875 Punkte.

## Laufbahn
Waniek wechselte 1979 aus Koblenz zum MTV 1846 Gießen in die Basketball-Bundesliga. Der flinke und ballsichere Aufbauspieler entwickelte sich auch dank seiner Treffsicherheit beim Distanzwurf zum Leistungsträger der Hessen, zeitweise amtierte er als Mannschaftskapitän.
Im Frühjahr 1981 gab er seinen Einstand in der deutschen A-Nationalmannschaft und nahm im selben Jahr mit der Auswahl des Deutschen Basketball Bundes an der Europameisterschaft teil. In acht Turniereinsätzen erzielte Waniek im Schnitt 2,2 Punkte. Nach elf Bundesliga-Jahren schied er 1990 beim MTV aus und wechselte zum Post-SV Karlsruhe.
Später kehrte Waniek nach Gießen zurück und wurde beruflich als Autoverkäufer tätig.